# Gasdrucklader

Lewis-Maschinengewehr als Beispiel eines zuschießenden Gasdruckladers mit Laufanbohrung und langem Gaskolbenhub. Die Waffe hat einen Drehkopfverschluss. Die passgenauen Nuten (Verriegelungskamm) zur Verriegelung des Verschlusses sind in dieser Animation nicht dargestellt.

Als Gasdrucklader werden automatische Schusswaffen bezeichnet, bei denen der Nachladevorgang mittels des durch Verbrennung der Treibladung der Patrone entstehenden Gasdrucks ausgelöst wird. Alternative Konzepte sind Rückstoßlader, bei denen die Rückstoßenergie des Geschosses als Antrieb genutzt wird, oder Waffen mit Fremdantrieb (z. B. Chain Gun), die einen externen Antrieb – in der Regel einen Elektromotor – benötigen.
Obwohl der Begriff Gasdrucklader physikalisch für verschiedene Antriebsvarianten steht, sind in der Literatur manchmal implizit nur verriegelte Gasdrucklader oder gar nur Gasdrucklader mit Laufanbohrung gemeint. Auch werden nicht verriegelte Gasdrucklader manchmal physikalisch inkorrekt als Rückstoßlader kategorisiert.

## Unverriegelt

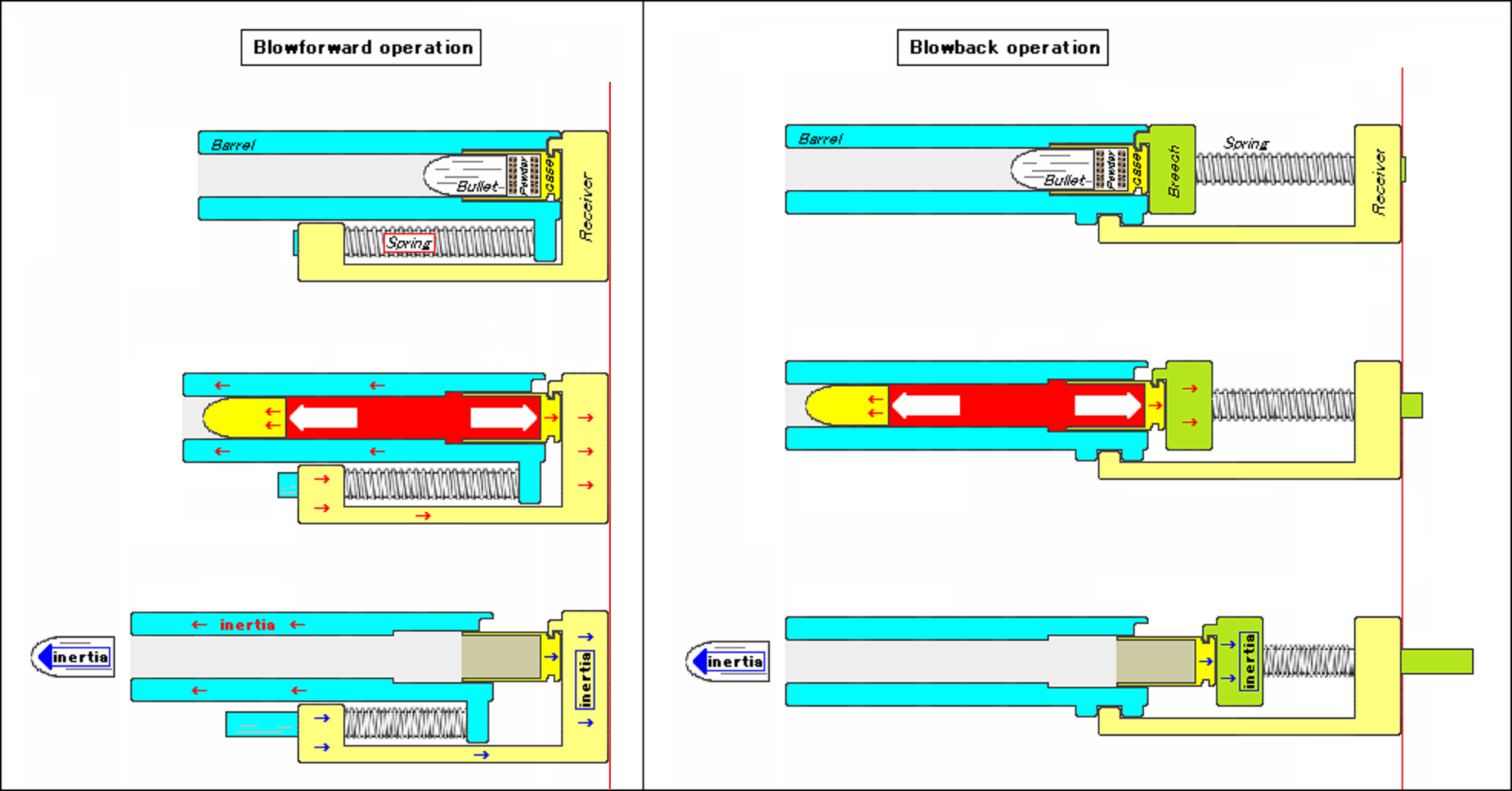
Blow Forward (links) und Rückdrucklader

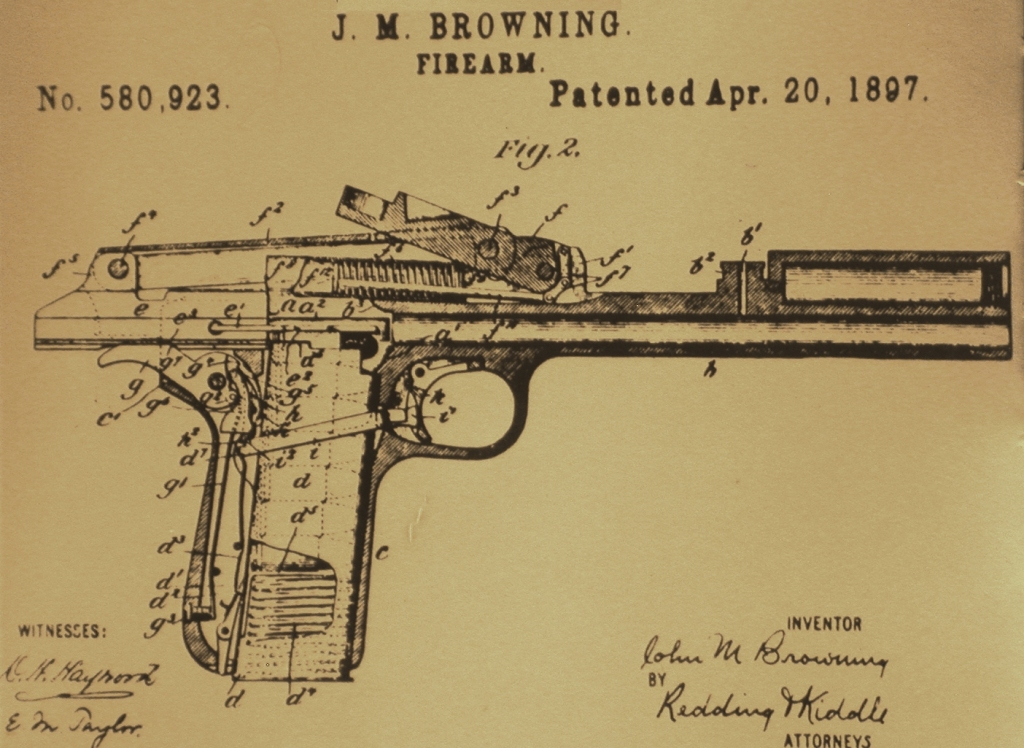
Brownings frühestes Patent einer als Gasdrucklader funktionierenden Selbstladepistole

Nach der Zündung der Treibladung wirkt der Druck der Verbrennungsgase in alle Richtungen. Auf der einen Seite wird das Geschoss nach vorne getrieben, während der Hülsenboden nach hinten gedrückt wird. Dieser Effekt wird beim Masseverschluss für den Verschlussantrieb verwendet. Die Massenträgheit des Verschlusses verhindert ein zu frühes Öffnen.
Es gibt grundsätzlich zwei Arten der nicht verriegelten Gasdrucklader; zum einen Rückdrucklader, zum anderen Blow Forward („Vordrucklader“). Bei einem Rückdrucklader ist der Lauf starr mit dem Gehäuse verbunden; bei Blow Forward ist es genau umgekehrt, der Verschluss, also die Stützplatte, ist starr mit dem Gehäuse verbunden, der Lauf hingegen nach vorne beweglich. Er wird durch die Reibung zwischen Geschoß und Lauf nach vorn bewegt.

## Verriegelt
Verriegelte Gasdrucklader haben ein verriegeltes Verschlusssystem; es gibt Varianten mit oder ohne Laufanbohrung. Wird der Gasdruck genutzt, solange sich das Geschoss im Lauf befindet, ist eine Laufanbohrung erforderlich. Wird der Gasdruck erst genutzt, wenn das Geschoss den Lauf verlassen hat, kann auf die Laufanbohrung verzichtet werden.

### Mit Laufanbohrung

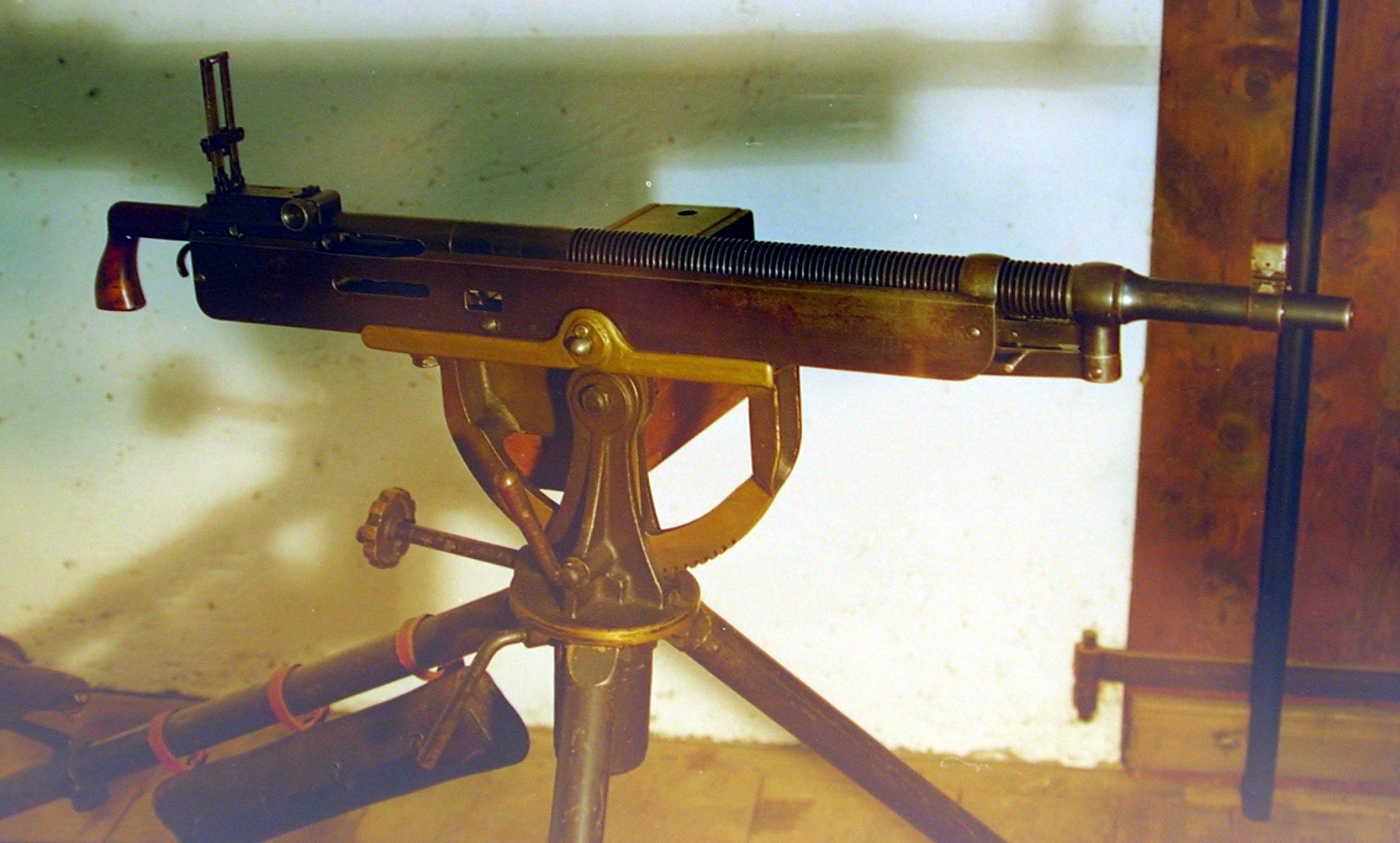
Von Browning entwickeltes Maschinengewehr Colt M95, auch „Potato-Digger“ genannt

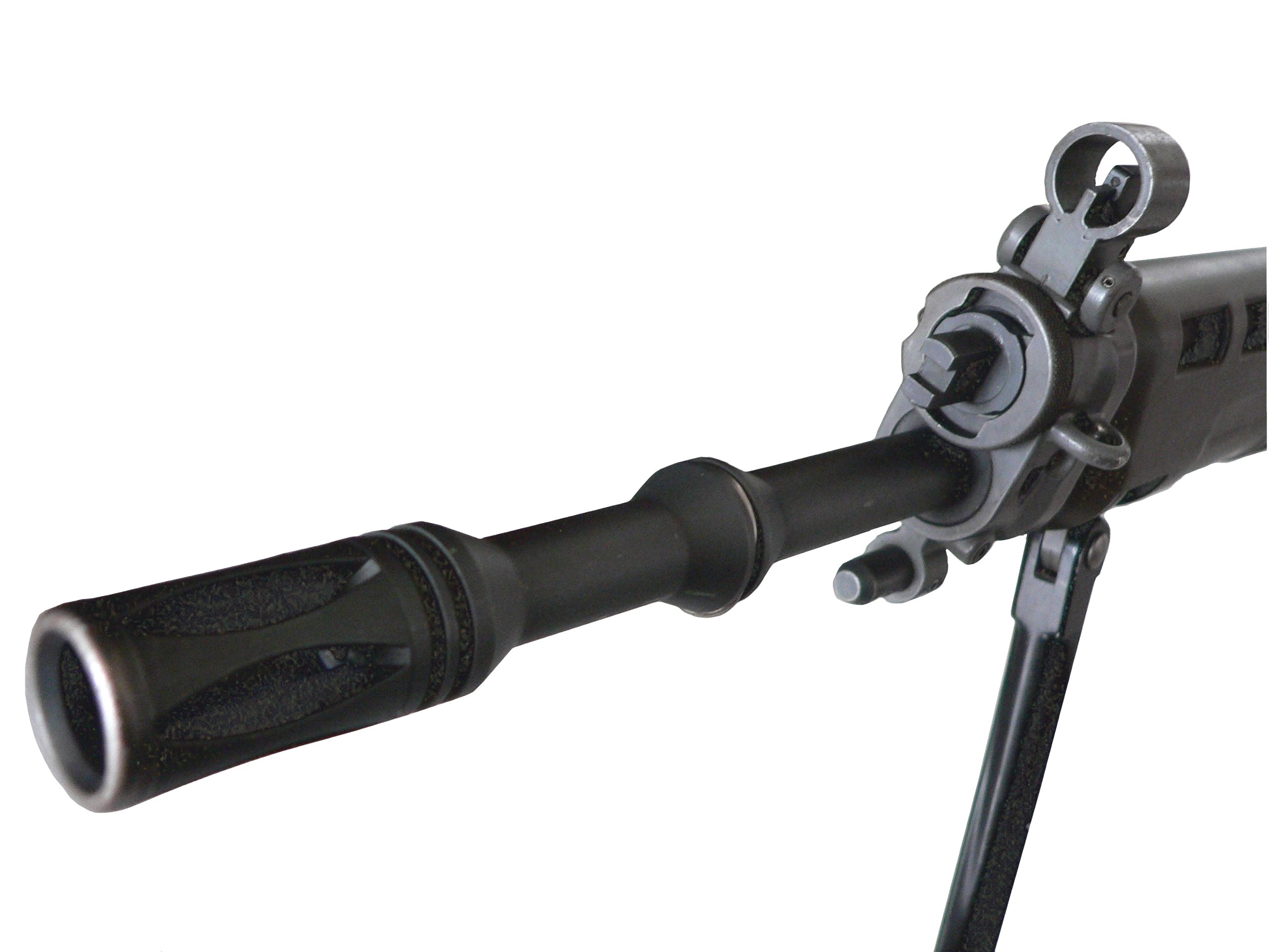
Zweistufiger Gasdruckregler des SIG 550

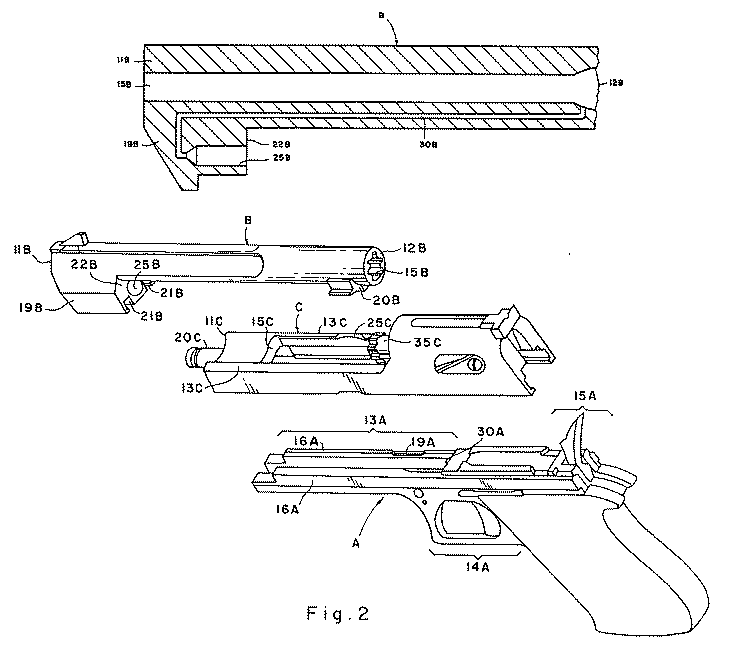
Schnittzeichnung einer Desert Eagle

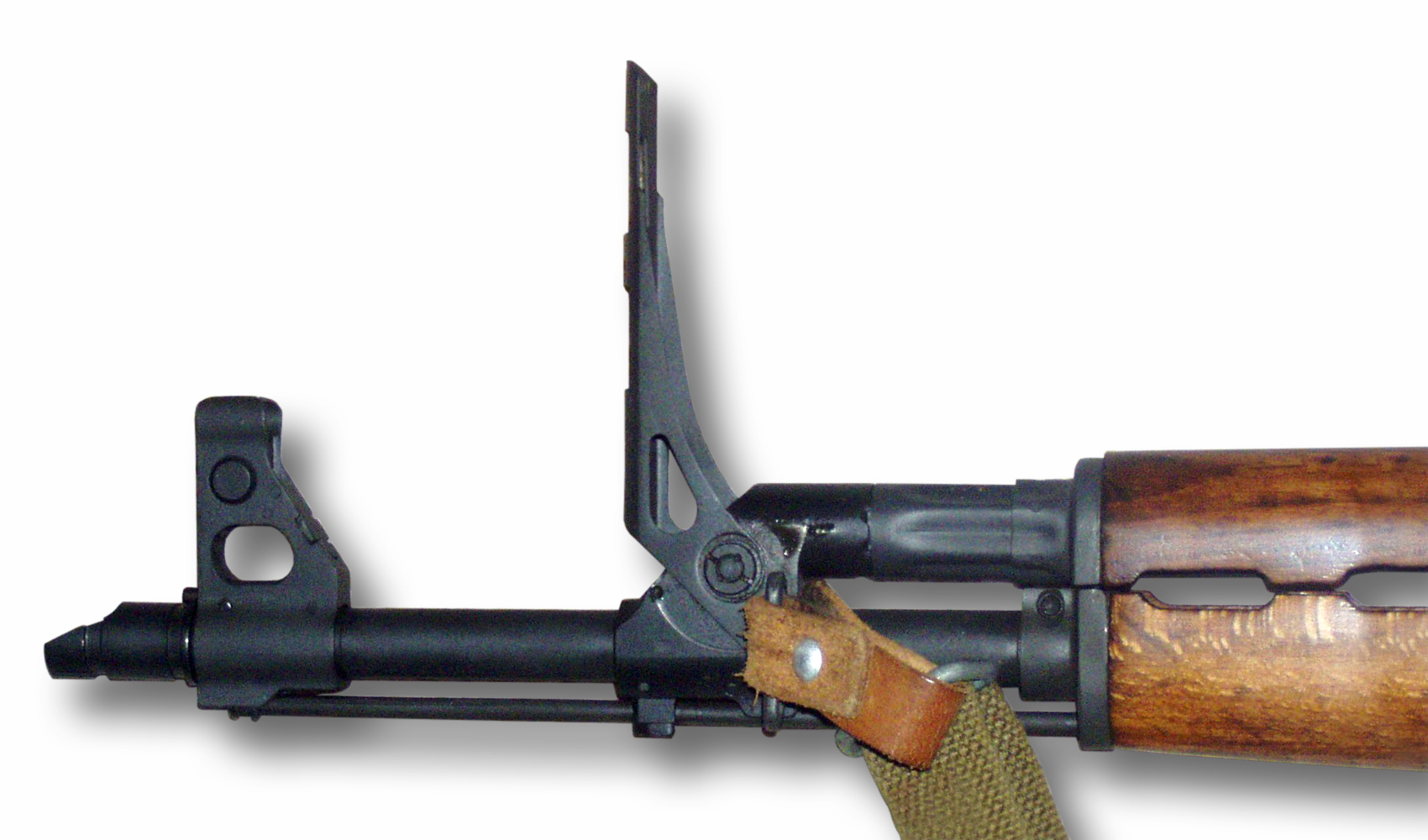
Bei einigen Waffen kann der Gaskanal durch ein hochgeklapptes Granatvisier blockiert werden. Dadurch wird der komplette Gasdruck der Treibpatrone zum Antrieb der aufgesteckten Gewehrgranate verwendet.

Gasdrucklader mit Laufanbohrung entnehmen durch eine Bohrung am Lauf einen Teil des Treibgases, nachdem das Geschoss die Bohrung passiert hat. Über den Gasblock wird das Gas in dem parallel zum Lauf verlaufenden Gaszylinder bzw. -rohr geführt. Ein Teil des Gasdruckes geht dabei für den Geschossantrieb verloren. Durch das unter hohem Druck stehende Gas wird der Verschluss entriegelt und geöffnet, wobei zunächst die leere Patronenhülse ausgeworfen wird. Beim folgenden Schließen des Verschlusses durch die Schließfeder wird eine neue Patrone ins Patronenlager geführt.
Die Position der Laufanbohrung muss abgestimmt sein auf das Verriegelungssystem und die Stärke der Munition. In der Regel liegt die Laufanbohrung im letzten Laufdrittel, damit der Druck und die Temperatur des Treibgases vorher auf beherrschbare Werte fallen. Bei Pistolen (z. B. Desert Eagle), die schwächere Munition als Gewehre verschießen, kann sich die Laufanbohrung nah am Patronenlager befinden. Die Laufanbohrung ist vom Querschnitt her deutlich kleiner als der Laufinnendurchmesser (Kaliber). Dadurch erhöht sich die Geschwindigkeit der Gase, was zu Überhitzung und Erosionsverschleiß führen kann.
Ein Vorteil von Gasdruckladern liegt darin, dass die Verriegelung des Verschlusses sicher und konstruktiv einfach aufrechterhalten werden kann, bis der Gasdruck im Lauf auf unkritische Werte abgesunken ist. Die Gase betätigen den Selbstlademechanismus erst, nachdem das Geschoss die Gasentnahmebohrung (engl. gas port) passiert hat, und durch die Trägheit des Mechanismus wird der Verschluss mit einer ausreichenden Verzögerung entriegelt. Der Selbstlademechanismus wird dabei so lange durch das Gas betätigt, bis das Geschoss den Lauf verlassen hat (engl. dwell time). Ein weiterer Vorteil ist die Möglichkeit, den von der Laufbohrung entnommenen Druck z. B. durch ein Stellventil zu verändern. Dadurch kann z. B. die Kadenz der Waffe verändert oder die Waffe an Vereisung und Verschmutzung, verschiedene Munitionssorten (einschließlich Gewehrgranaten), unterschiedlich lange Läufe und an einen Schalldämpfer angepasst werden. Mit so einem Gasdruckregler kann auch verhindert werden, dass es zu einem zu starken Rückstoß, Verschleiß und zu Zufuhr- oder Auswurfstörungen aufgrund von zu viel entnommenem Gas (engl. overgassing) kommt.
Wegen dieser Eigenschaften werden Gasdrucklader bevorzugt zum Verschießen von relativ starker Munition eingerichtet. Viele Gewehre, manche Flinten und einige wenige Pistolen nutzen dieses Prinzip.
Nachteilig sind im Vergleich zu Rückstoßladern das Gewicht und der Platzbedarf von Gaskolben und Gasgestänge sowie die durch die abgeleiteten Gase entstehende Verschmutzung des Systems, insbesondere im Bereich des Stellventils und der Gasentnahmebohrung. Dies kann ein ungleichmäßiges Schussverhalten zur Folge haben.
Die Übertragung der Kraft der Gase auf den Verschlussträger kann auf unterschiedliche Arten erfolgen. So gibt es Systeme mit einem Kolben oder Gasrohr und Kombinationen.
Das gebräuchlichste System ist der Gaskolbenlader; hier wirken die Gase auf einen Gaskolben, der die Kraft über ein Gasgestänge auf den Verschlussträger überträgt. Als Erfinder gelten die Brüder Clair aus St. Etienne, die 1889 eine Konstruktion eines Gasdruckladers mit Gasentnahmebohrung und Gaskolben unter der Nummer 49100 in Deutschland patentieren ließen. Weitere Erfinder wie Pitcher und Dewhurst (England) und Unge (Schweden) entwickelten ähnliche Systeme in den folgenden Jahren. Selbstlademechanismen, die nach diesem Prinzip arbeiten, erschienen ab etwa 1890 bei Maschinengewehren wie dem Colt Modell 1895, das auf dem gleichen Prinzip arbeitet wie die 1897 patentierte Selbstladepistole von John Moses Browning, dem Hotchkiss M1914 von Benjamin Hotchkiss auf der Basis der Erfindung des Österreichers Adolf Odkolek von Újezd, dem Lewis Gun von Colonel Isaac Lewis und einigen anderen Konstruktionen. Gaskolben, Gasgestänge und Verschlussträger können aus mehreren Bauteilen bestehen oder, wie beispielsweise beim Sturmgewehr AK-47, zu einem einzigen Bauteil zusammengefasst sein. Es gibt Systeme mit einer dedizierten Rückholfeder für den Gaskolben, aber vielfach wird auf diese verzichtet und diese Aufgabe von der Verschlussschließfeder übernommen. Üblicherweise ist die Gasdruckeinrichtung über dem Lauf befestigt, denn dort ist sie nicht der Magazinzuführung im Weg. Sie kann aber auch unterhalb des Laufs angebracht sein, wie z. B. bei Maschinengewehren, die den Munitionsgurt seitlich einführen.
Dabei gibt es Systeme, bei denen der Gaskolben mit dem Verschlussträger verbunden ist (engl. long-stroke piston) und deshalb beide den gleichen Weg zurücklegen, z. B. AK-47, und solche, bei denen sich der Gaskolben separat vom Verschlussträger bewegt und einen kürzeren Weg zurücklegt (engl. short-stroke piston), z. B. HK416. Hier überträgt ein Impulskolben mit relativ kurzem Hub die Bewegungsenergie auf den Verschlussträger, der den Rest des zum Repetieren nötigen Weges wegen seiner Massenträgheit zurücklegt. Ein Gaskolben mit sehr kurzem Hub wird auch als Gasstößel (engl. gas tappet) bezeichnet und wird z. B. im M1 Carbine verwendet. In der englischsprachigen Literatur wird das entsprechende System gas tappet system genannt, wobei gas tappet auch synonym mit short-stroke piston gebraucht wird.

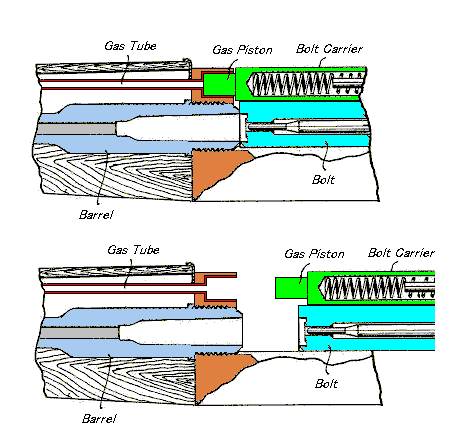
Direktes Gassystem des Ag m/42

Bei einigen Gasdruckladern wurde eine andere technische Variante umgesetzt, bei welcher die Gase durch ein Gasrohr in das Waffeninnere geleitet werden und dort unmittelbar auf den Verschlussträger wirken (engl. direct impingement). Die erste Serienwaffe mit einem solchen kolbenlosen Gassystem war das schwedische Gewehr Ag m/42, es kam später auch beim französischen Gewehr MAS-49 zum Einsatz. Der Wegfall von Gaskolben und Gasgestänge ermöglicht bei diesem Prinzip eine merkliche Gewichtsersparnis, jedoch gelangen heiße Gase und Pulverrückstände direkt in die Waffe, was die Gefahr von Funktionsstörungen durch Ablagerungen birgt. Eine modifizierte Variante dieses Systems, erfunden von Eugene Stoner, kommt in den Gewehren AR-10 und AR-15 sowie deren Derivaten, z. B. dem M16, zur Anwendung. Dabei werden die Gase in eine abgedichtete Expansionskammer zwischen Verschlusskopf und Verschlussträger geleitet. Der Verschlusskopf fungiert als stationärer Kolben und der Verschlussträger als beweglicher Zylinder. Durch die abgedichtete Expansionskammer wird die Verschmutzung eingegrenzt. Trotzdem erlangte das M16 erst nach umfangreichen Entwicklungsarbeiten eine ausreichende Zuverlässigkeit, jedoch ohne die Funktionssicherheit von Gaskolbenladern zu erreichen (siehe dazu: Technische Mängel des M16).
Manche Waffen kombinieren die Systeme mit Gaskolben und Gasrohr, indem das Gasrohr bis an den Verschluss geführt ist, dort aber nur auf einen kurzen Gaskolben, den Gasstößel, wirkt.

### Ohne Laufanbohrung

Animation eines Rückstoßverstärkers des wassergekühlten Vickers-MG

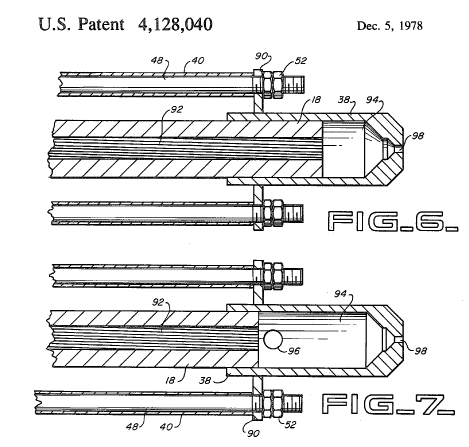
Patentzeichnung für ein Manöverpatronengerät für das Browning M2 mit zurückgleitendem Lauf zum Verschießen von Platzpatronen

Eine andere Konstruktion kommt ohne Laufbohrung aus und nutzt stattdessen den Gasdruck an der Laufmündung. Die Antriebselemente müssen sich dabei an der Mündung befinden, z. B. in der Form einer Gasdüse. Dabei werden die aus der Mündung entweichenden Gase in der Gasdüse gestaut und die so entstehende Bewegung nach hinten geleitet. Da die Gaskräfte an der Mündung kleiner sind als im Lauf, sind die Antriebskräfte bei dieser Konstruktion geringer als bei einem Gasdrucklader mit Laufanbohrung. Auch ist der Übertragungsweg länger, denn die Kräfte müssen von der Mündung über die gesamte Länge des Laufs zum Verschluss geführt werden. Damit sind die Verzugszeiten länger und die Kadenz geringer als bei einem Gasdrucklader mit Laufanbohrung. Auf der anderen Seite ist diese Konstruktion sehr sicher, denn der Nachladevorgang kann erst starten, wenn das Geschoss den Lauf verlassen hat.
Es gibt zwei Varianten des Gasdruckladers ohne Laufanbohrung; mit feststehendem und mit beweglichem Lauf.
Bei der Variante mit feststehendem Lauf umgibt ein beweglicher Ringkolben den Lauf vor der Mündung. Den Ringkolben umhüllt wiederum eine fixierte Hülse, die an der Laufmündung in eine Gasdüse übergeht. Beim Schuss wird durch die in der Gasdüse gestauten Gase der Ringkolben nach hinten gedrückt und betätigt über eine Schubstange den Selbstlademechanismus. Eine Waffe, die nach diesem Prinzip arbeitet ist das Gewehr 41. Wegen vielen Nachteilen in der Zuverlässigkeit wurde das System nicht weiterverfolgt.
Bei Waffen mit beweglichem Lauf wird der Lauf selber gleichzeitig als Kolben und Antriebselement genutzt. Auch hier ist eine Gasdüse vor der Mündung angebracht. Beim Schuss wirkt durch die in der Gasdüse gestauten Gase Druck auf die Mündungsfläche. Dadurch wird der bewegliche Lauf nach hinten gedrückt und löst so die Verriegelung des Verschlusses. Waffen, die nur nach diesem Prinzip arbeiten, haben sich ebenso nicht durchgesetzt. Jedoch wird dieses Prinzip in Waffen mit kombinierten Verschlussantrieben als Rückstoßverstärker zur Verstärkung des Rückstoßlader häufig genutzt. Eine Ausnahme bilden Rückstoßlader, welche mit Platzpatronen funktionieren sollen. Da sich kein Geschoss im Lauf bewegt, kann das Rückstoßprinzip nicht angewendet werden. Dann sorgt ein Manöverpatronengerät, welches die Funktion eines Rückstoßverstärkers nachbildet, allein für die Nachladefunktion.

### Bewegliches Zündhütchen

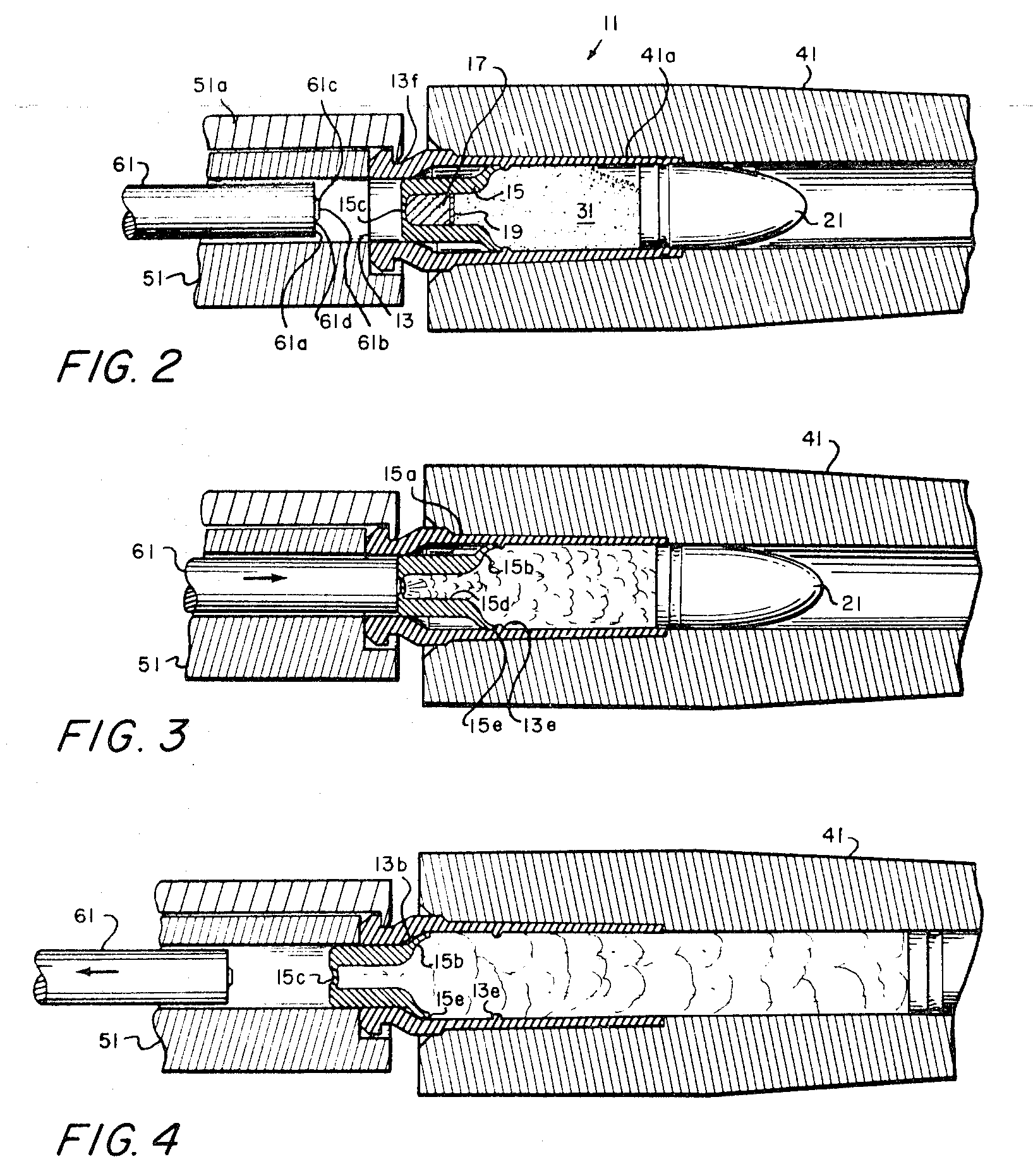
Patentzeichnung Kolbenzündhütchen

Einige andere Konstruktionen konnten sich nicht durchsetzen, wie einige Systeme, bei denen der Selbstlademechanismus durch den Gasdruck in der Patronenhülse betätigt wurde. Der Schweizer Georg Raschein stellte 1894 ein solches System vor, bei dem Schlagbolzen und Verschluss durch ein bewegliches Zündhütchen nach hinten getrieben wurden.
Ende der 1960er Jahre wurde in den USA dieses Konzept wiederaufgenommen; Irwin R. Barr entwickelte es unter der Bezeichnung „Piston Primer“ („Kolbenzündhütchen“) weiter. Man wollte Waffen mit sehr hoher Kadenz entwickeln, die sich mit den herkömmlichen Gasdruckladesystemen nicht erreichen ließen. Beim Schuss wird eine bewegliche Zündglocke durch den Gasdruck aus dem Hülsenboden geschoben. Dabei wird der Schlagbolzen nach hinten geschoben, während der Verschluss noch geschlossen ist. Nachdem er eine bestimmte Wegstrecke zurückgelegt hat, entriegelt der Schlagbolzen den Verschluss.